# Stazione di Kitasandō
La Stazione di Kitasandō (北参道駅?, Kitasandō-eki) è una stazione della metropolitana di Tokyo, si trova nel quartiere di Shinjuku. La stazione è servita dalla linea Fukutoshin della Tokyo Metro.

## Stazioni adiacenti
| «                 | Servizio         | »                |
| Linea Fukutoshin  | Linea Fukutoshin | Linea Fukutoshin |
| ----------------- | ---------------- | ---------------- |
| Shinjuku-sanchōme | -                | Meiji-Jingūmae   |